# Seyst.nu
Seyst.Nu is een lokale politieke partij in de Nederlandse gemeente Zeist (provincie Utrecht). 
De partij zit sinds 2006 in de gemeenteraad van Zeist. Na de verkiezingen in maart 2014 maakte de partij deel uit van het college van burgemeesters en wethouders. Tot aan de verkiezingen in 2022 was een van de drie raadsleden oud-weerman Peter Timofeeff. De partij richt zich op de praktische kant van het opkomen voor gemeente en inwoners. Speerpunten zijn woningbouw, duurzaamheid, goede sociale voorzieningen en inwonersbetrokkenheid. Ook zet de partij zich in voor lokale ondernemers. Na de verkiezingen van 2022 kreeg de partij wederom drie zetels en maakte geen deel meer uit van het daarna gevormde college.